# Diphyus flebilis
Diphyus flebilis là một loài tò vò trong họ Ichneumonidae.